# 插天山自然保留區
插天山自然保留區位於台灣新北市烏來區、三峽區及桃園市復興區，在地理上屬於雪山山脈北段，以拉拉山為中心，四周圍繞有夫婦山、玫瑰西魔山、檜山、南插天山、北插天山及卡保山等。具有豐富的植物景觀資源外，也是石門水庫的主要集水區。
民國81年（1992年）3月農委會為了保護插天山的稀有動、植物資源，於是成立「插天山自然保留區」。
本保留區的海拔高度從300公尺到2,129公尺不等。受東北季風影響，全年降雨量達3,290公釐，為重溼型溫帶氣候。
本區最具代表性植物為珍稀植物—台灣山毛櫸（Fagus hayatae），此外如紅星杜鵑（Rhododendron pseudochrysanthum）族群，本區也是其重要的生育地之一。在野生動物方面，台灣黑熊、大紫蛺蝶、藍腹鷴和褐林鴞，也曾出現於本區。

## 照片集

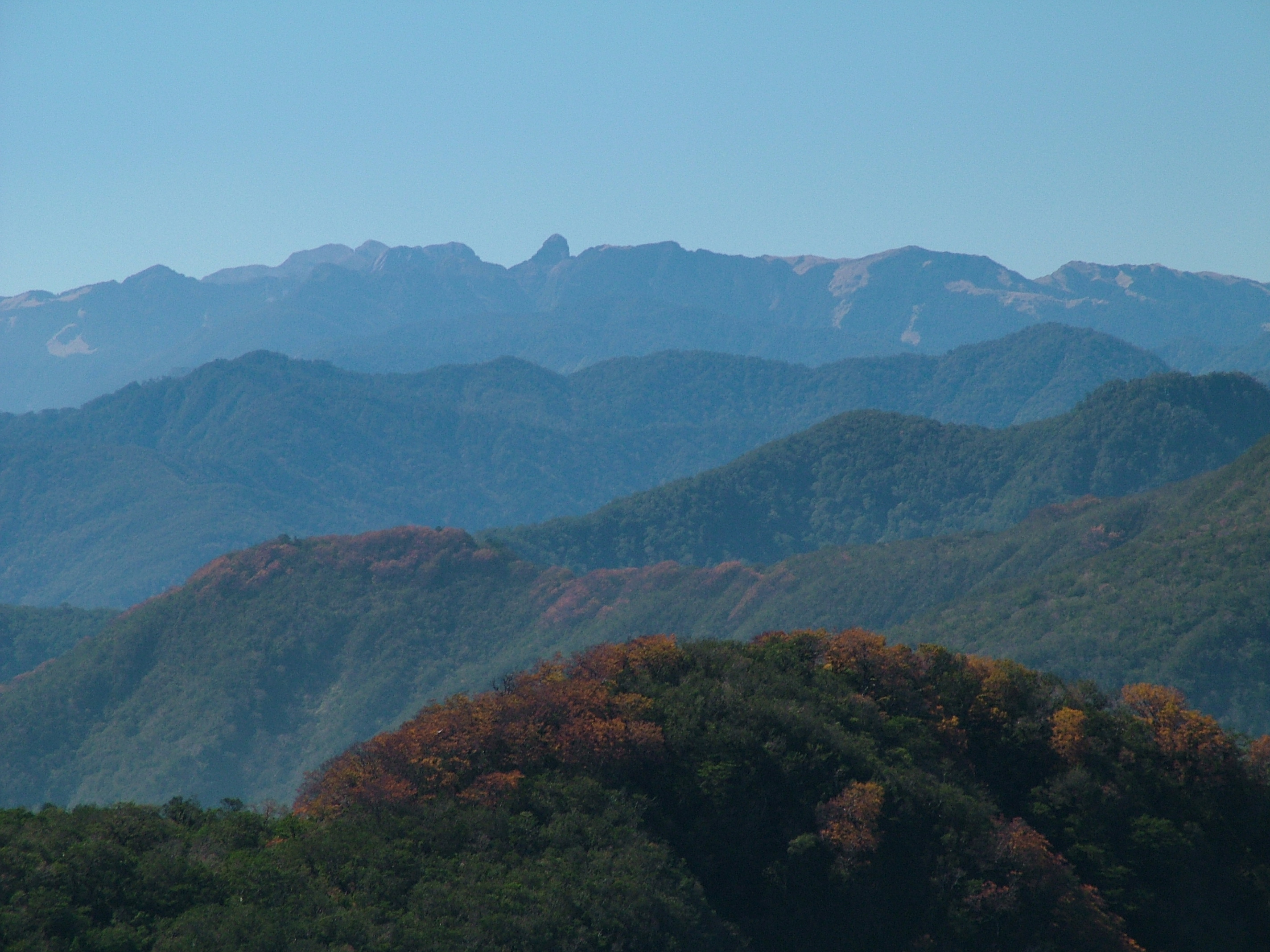
11月的北插天山
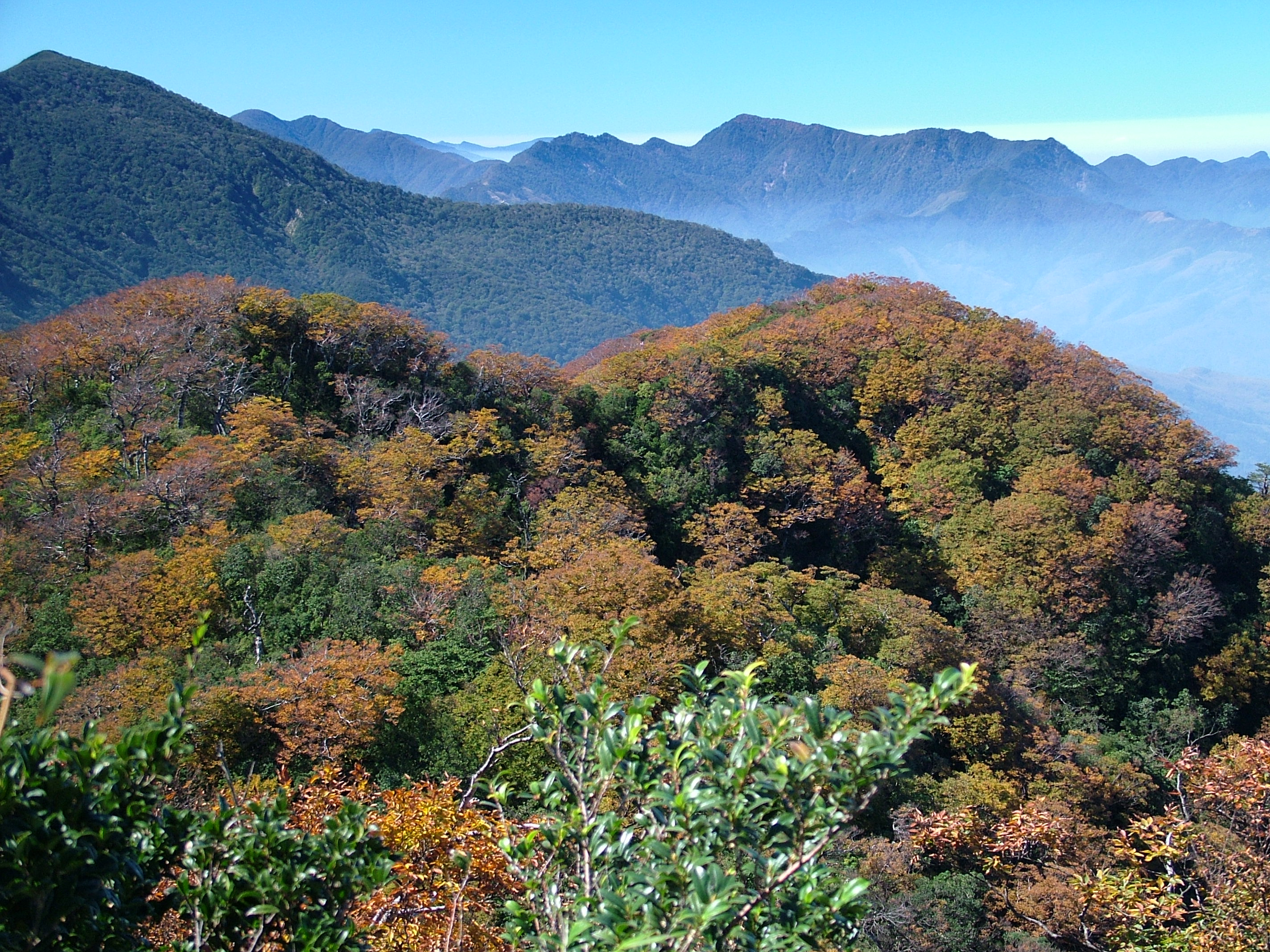
11月的北插天山
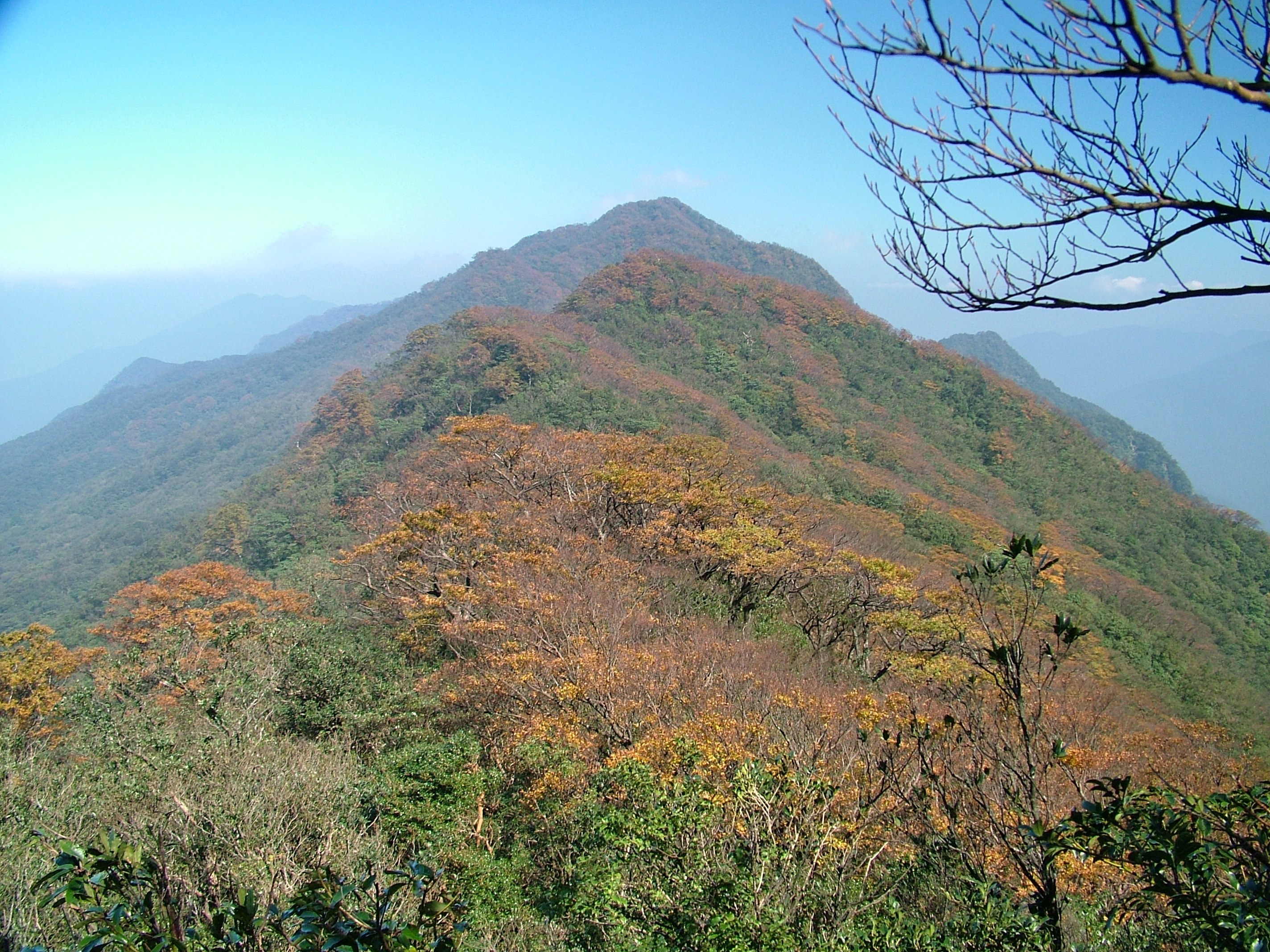
11月的北插天山

## 外部連結
- 自然保留區 - 插天山自然保留區 （页面存档备份，存于）
- 北插天山登山步道 - 台灣山林悠遊網 （页面存档备份，存于）
- 棲地保育 - 自然保留區 - 插天山自然保留區 （页面存档备份，存于）